# Renealmia alpinia
Renealmia alpinia là một loài thực vật có hoa trong họ Gừng. Loài này được (Rottb.) Maas miêu tả khoa học đầu tiên năm 1975.

## Hình ảnh

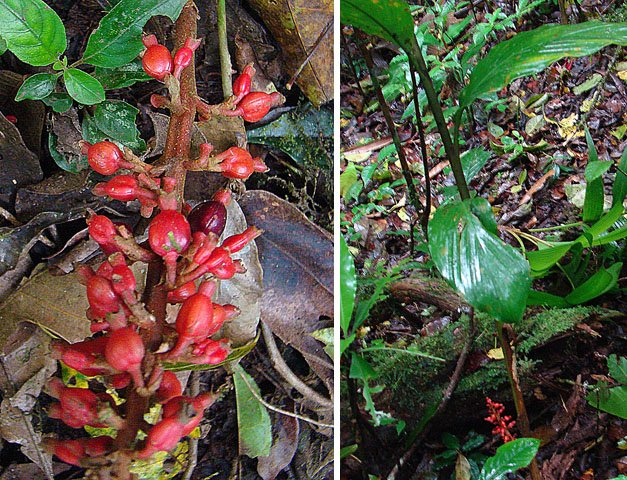
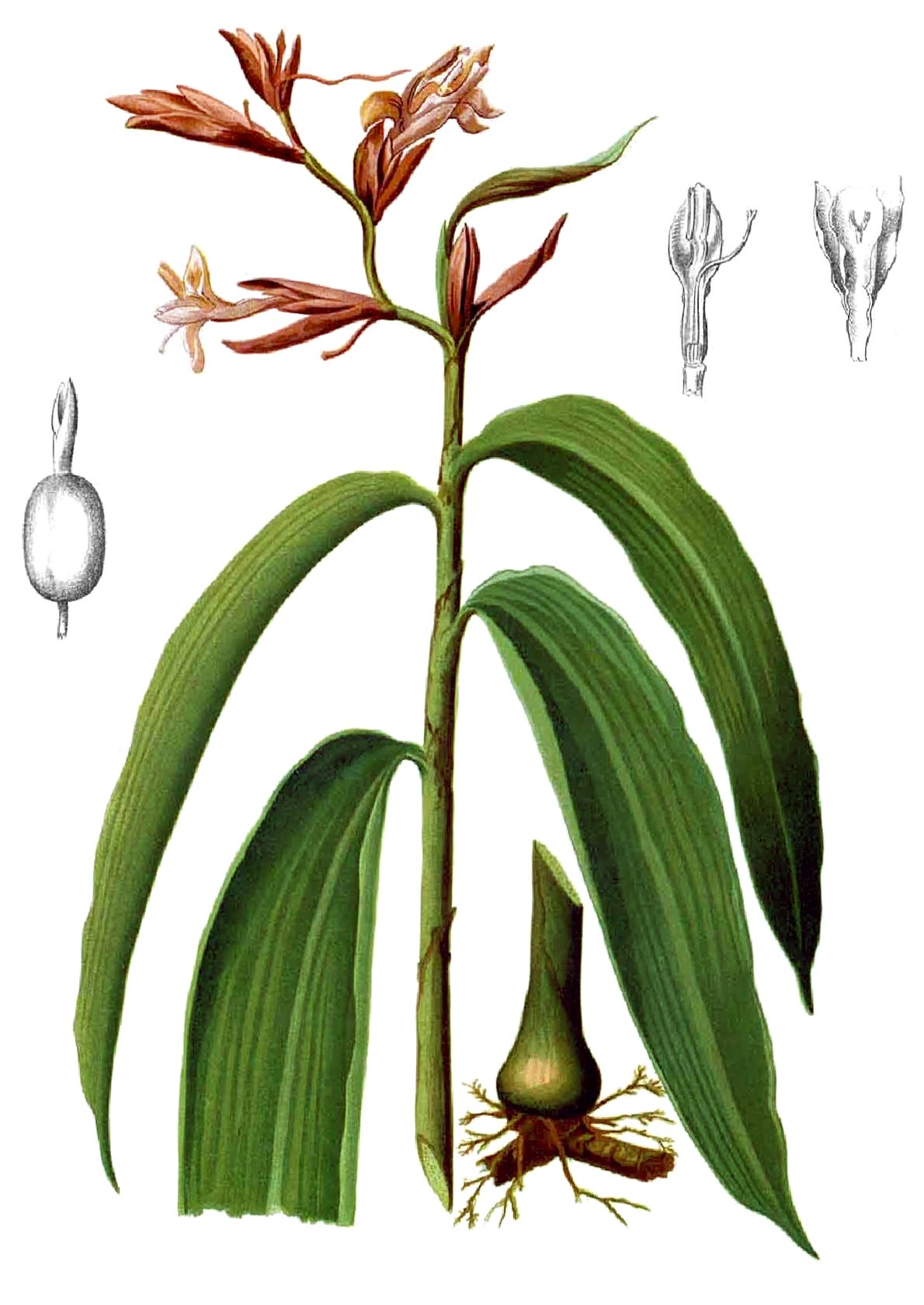
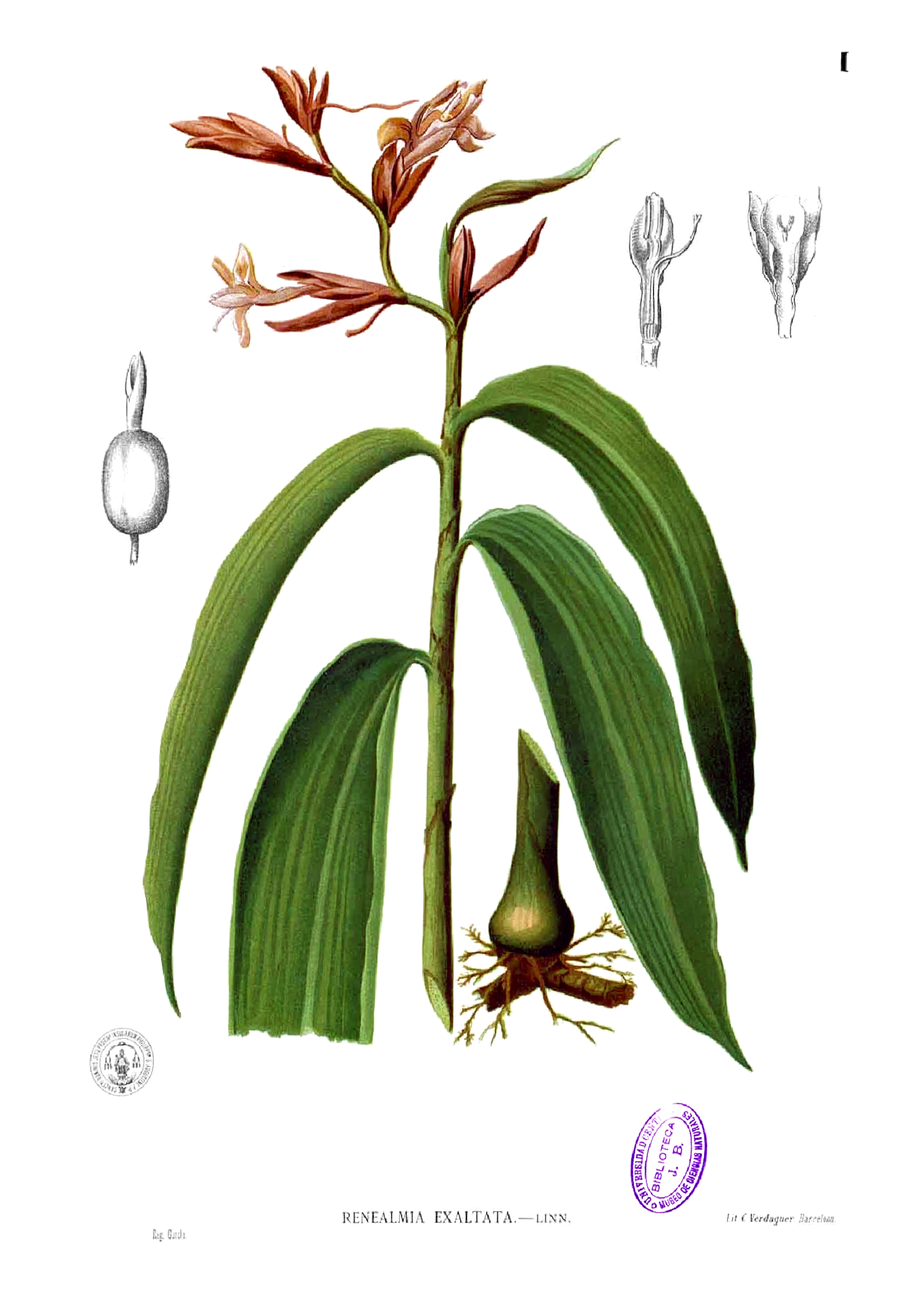